# Ponor

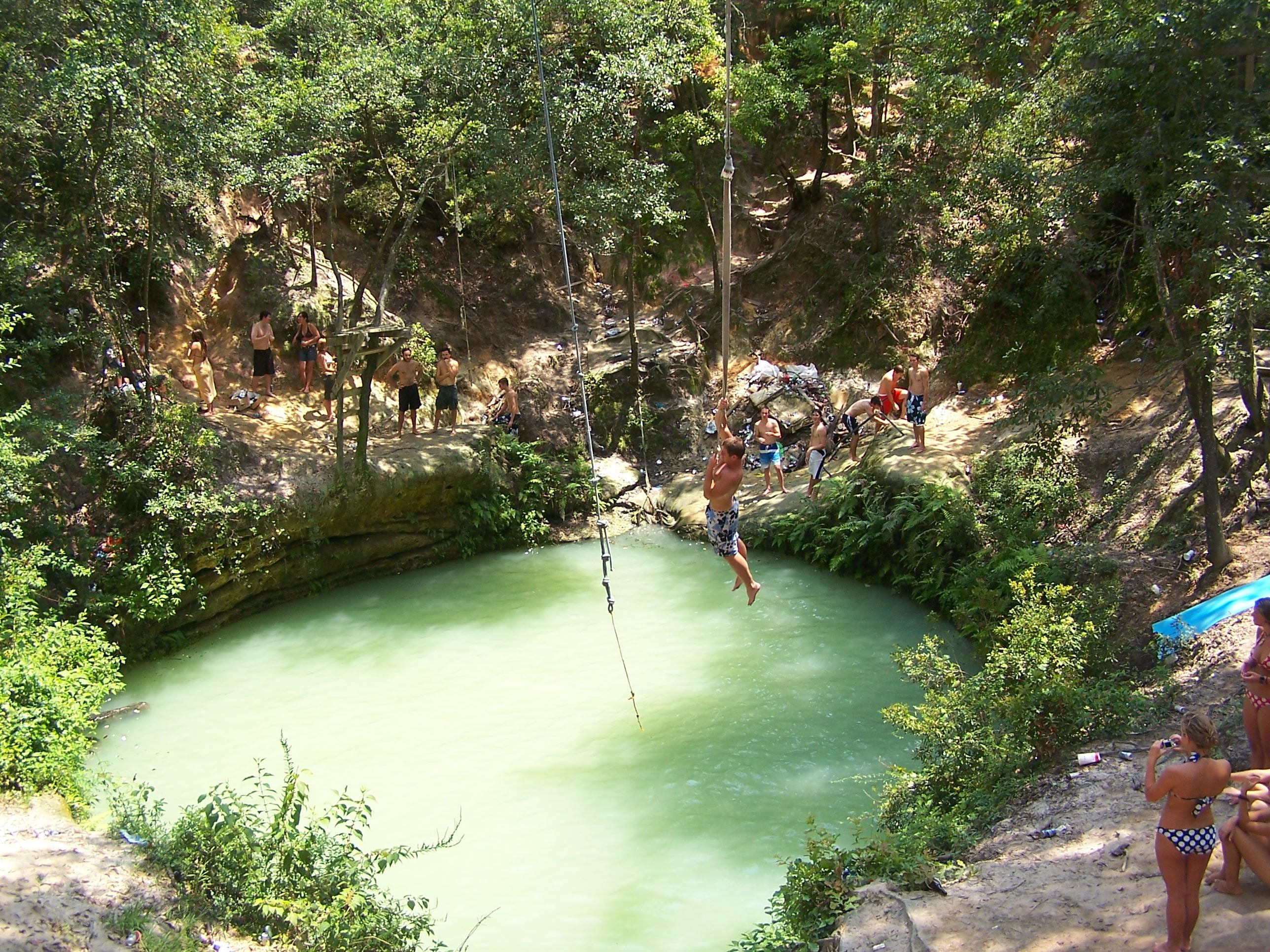
Ponor lângă Hawthorne, Florida, Statele Unite

Un ponor sau o dolină este o formă de relief, în general o depresiune care apare în zonele calcaroase, determinată de dizolvarea unor roci solubile din subsol precum și din prăbușirea unor caverne subterane.
Dacă ponorul este amplasat la capătul unei văi, el reprezintă locul de pierdere al unui curs de apă prin crăpături impenetrabile pentru om, situat, de obicei, la piciorul unui perete de calcar, în care scurgerea apei nu se face cu presiune.

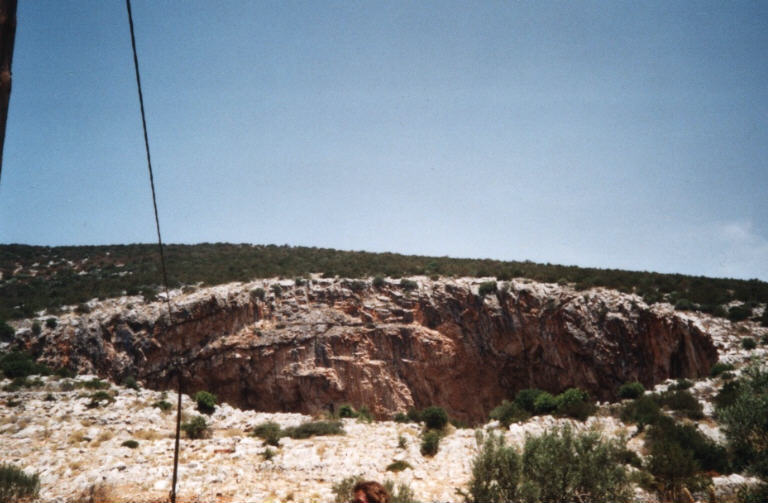
Dolină lângă satul Dídyma Peloponez, Grecia